# Canton de Gandelu
Le canton de Gandelu est une ancienne division administrative française du département de l'Aisne, située dans le district de Château-Thierry. Son chef-lieu était la commune de Gandelu et le canton comptait 12 communes.

## Histoire
Le canton est créé le 18 février 1790 sous la Révolution française,. 
Le canton a compté douze communes avec Gandelu pour chef-lieu au moment de sa création : Brumetz, Bussiares, Courchamps, Gandelu, Hautevesnes, Licy-lès-Moines, Lucy-le-Bocage, Marigny-en-Orxois, Monthiers, Saint-Gengoulph, Torcy et Veuilly-la-Poterie. Il est une subdivision du district de Château-Thierry qui disparait le 5 Fructidor An III (22 août 1795). Le canton ne subit aucune modification dans sa composition communale pendant cette période.
À la suite du décret du 25 vendémiaire an II (16 octobre 1793), la commune de Licy-lès-Moines prend le nom de Licy-Clignon.
Lors de la création des arrondissements par la loi du 28 pluviôse an VIII (17 février 1800), le canton de Gandelu est rattaché à l'arrondissement de Château-Thierry.
Le canton disparaît le 3 vendémiaire an X (25 septembre 1801) sous le Consulat. Les communes de Lucy-le-Bocage et de Marigny-en-Orxois intègrent le canton de Chézy-sur-Marne tandis que les communes de Brumetz, de Bussiares, de Courchamps, de Gandelu, de Hautevesnes, de Licy-Clignon, de Monthiers, de Saint-Gengoulph, de Torcy et de Veuilly-la-Poterie sont rattachées le Canton de Neuilly-Saint-Front.

## Composition
Le canton est composé de 12 communes au moment de sa suppression en 1801. 
Le tableau suivant en donne la liste, en précisant leur nom, leur population en 1793, puis en 1800, leur cantons de rattachement de l'An X, et leur appartenance aux cantons actuels.
| Communes           | Population (1793) | Population (1800) | Canton de l'an X    | Canton actuel     |
| ------------------ | ----------------- | ----------------- | ------------------- | ----------------- |
| Brumetz            | 183               | 265               | Neuilly-Saint-Front | Villers-Cotterêts |
| Bussiares          | 163               | 156               | Neuilly-Saint-Front | Villers-Cotterêts |
| Courchamps         | 127               | 114               | Neuilly-Saint-Front | Villers-Cotterêts |
| Gandelu            | 500               | 518               | Neuilly-Saint-Front | Villers-Cotterêts |
| Hautevesnes        | 160               | 168               | Neuilly-Saint-Front | Villers-Cotterêts |
| Licy-Clignon,      | 117               | 154               | Neuilly-Saint-Front | Villers-Cotterêts |
| Lucy-le-Bocage     | 297               | 317               | Chézy-sur-Marne     | Essômes-sur-Marne |
| Marigny-en-Orxois  | 537               | 557               | Chézy-sur-Marne     | Essômes-sur-Marne |
| Monthiers          | 298               | 326               | Neuilly-Saint-Front | Villers-Cotterêts |
| Saint-Gengoulph    | 226               | 215               | Neuilly-Saint-Front | Villers-Cotterêts |
| Torcy,             | 122               | 97                | Neuilly-Saint-Front | Villers-Cotterêts |
| Veuilly-la-Poterie | 325               | 360               | Neuilly-Saint-Front | Essômes-sur-Marne |

## Évolution démographique
| 1793  | 1800  |
| ----- | ----- |
| 3 055 | 3 248 |

Histogramme

(élaboration graphique par Wikipédia)